# Дещо задарма
«Дещо задарма» (англ. Something for Nothing) — гумористичне науково-фантастичне оповідання відомого письменника-фантаста  Роберта Шеклі, вперше опубліковане в журналі «Galaxy Science Fiction» в 1954 році і в збірці «Громадянин в космосі» («Citizen in Space», 1955).

## Сюжет
Прокинувшись якось вранці, Джо Коллінз несподівано знаходить у своїй кімнаті куб з написом «Утилізатор класу А». Після недовгих експериментів він приходить до висновку, що це те, про що він завжди мріяв — виконавець бажань. І ось Коллінз приймається задовольняти свої зростаючі потреби: він замовляє палаци і нафтові свердловини, гроші і автомобілі, стада племінної худоби та балетні трупи. І одного разу він необережно, до всіх матеріальних благ, просить ще і безсмертя. І раптом він дізнається, що «утилізатор» є всього лише кредитною машиною, що переміщує послуги в часі і просторі. Але рано чи пізно за все потрібно платити. Однак дещо він все-таки отримує даром: а саме безсмертя — для того, щоб розплатитися за все, отримане в борг.

## Екранізація
За твором у 1996 році був знятий короткометражний фільм «Утилізатор» (The Utilizer). Картина отримала нагороду Чиказького міжнародного кінофестивалю за спецефекти, але широкому загалі ніколи не демонструвалася.
- Рік випуску 1996 — Утилізатор
- 2016 —  Дещо задарма